# Хоман, Том
Томас Дуглас Хоман (англ. Thomas Douglas Homan; род. 28 ноября 1961 года в Западном Карфагене, штат Нью-Йорк, США) — американский иммиграционный чиновник и политический комментатор, служивший при администрации Обамы и поработавший при обеих администрациях Трампа. Он занимал должность исполняющего обязанности директора Иммиграционной и таможенной полиции США с 30 января 2017 года по 29 июня 2018 года. Хоман выступает за депортацию нелегальных иммигрантов и выступает против политики городов-убежищ. В правительстве он был одним из самых ярых сторонников разлучения детей с родителями в качестве средства предотвращения незаконного въезда в страну. После 2018 года он начал сотрудничать с Fox News в качестве комментатора.
В ноябре 2024 года Трамп объявил, что Хоман будет выполнять функции «пограничного царя» (политический термин) во время своего второго президентства.

## Биография

### Юность и начало карьеры
Хоман родился в Западном Карфагене, штат Нью-Йорк, в семье католиков. Он имеет степень младшего специалиста по уголовному правосудию окочив Jefferson Community College и степень бакалавра, полученную в Политехническом институте SUNY.
Затем он был сотрудником полиции в Западном Карфагене.

### Карьера в федеральном правительстве
Хоман начал работать в Службе иммиграции и натурализации в 1984 году, служа сначала агентом Пограничного патруля, а затем следователем и супервайзером.
В 2013 году он был назначен президентом Бараком Обамой на должность исполнительного заместителя директора по операциям по обеспечению соблюдения и высылке в Иммиграционном и таможенном управлении.
В 2015 году президент Обама вручил ему Presidential Rank Award как отличившемуся руководителью. В статье Washington Post того времени говорилось: «Томас Хоман депортирует людей. И он действительно хорош в этом».

### Служба в Иммиграционной и таможенной полиции
30 января 2017 года президент Дональд Трамп понизил исполняющего обязанности директора Иммиграционной и таможенной полиции Дэниела Рэгсдейла до заместителя директора, должность, которую он уже занимал, и назначил Хомана исполняющим обязанности директора.
Хоман ушел в отставку с должности исполняющего обязанности директора Иммиграционной и таможенной полиции в июне 2018 года.

### Вторая администрация Трампа
Избранный президент Трамп объявил 10 ноября 2024 года, что Хоман присоединится к новой администрации в качестве «пограничного царя», написав, что «Хоман будет отвечать за всю депортацию нелегальных иммигрантов обратно в страну их происхождения». Трамп планирует использовать федеральный Закон об иностранных врагах для депортации нелегальных иммигрантов.